# Peritendite rotulea
Per peritendite rotulea, in campo medico si intende una forma di tendinite molto comune fra gli sportivi, a livello del tendine rotuleo. Questa infiammazione è dovuta a un continuo sollecitamento anormale, di tipo intenso, e si riscontra soprattutto in giocatori di pallavolo, di basket e di calcio.

## Sintomatologia
I sintomi e i segni clinici presentano dolore e ispessimento del ginocchio. Appaiono necrosi e calcificazione.

## Terapia

### Trattamento conservativo
Il trattamento tipico è quello di tipo conservativo, consistente in riposo forzato della persona, immobilizzazione del tendine con utilizzo di tutori, somministrazione di farmaci quali i FANS.

### Trattamento chirurgico
L'intervento chirurgico in questi casi non è frequente, data l'efficacia del trattamento conservativo che di solito è risolutivo. Nei casi più gravi, quando essa non è sufficiente si provvede all'asportazione di ogni tessuto che è stato danneggiato dalla tendinite e nella lisi delle aderenze.